# Ludwig Curtius
Ludwig Curtius (Augsburgo, 13 de dezembro de 1874 — Roma, 10 de abril de 1954) foi um arqueólogo alemão. É lembrado por suas investigações envolvendo o desenvolvimento das artes grega e romana antigas.
Estudou arqueologia clássica em Munique sob orientação de Adolf Furtwängler, de quem em 1899 se tornou tutor do filho, o futuro famoso maestro Wilhelm Furtwängler. De 1904 a 1907, participou de escavações em Egina e Hatusa, tornando-se posteriormente professor associado na Universidade de Erlangen, onde em 1913 tornou-se professor ordinário.
Durante a Primeira Guerra Mundial, recebeu o posto de tenente e serviu como oficial de notícias nos Bálcãs. Após a guerra, deu aulas na Universidade de Freiburgo e mais tarde na Universidade de Heidelberg. Em 1928 foi nomeado diretor do Deutsches Archäologisches Institut (Instituto Arqueológico Alemão, DAI) em Roma, cargo que manteve até sua demissão pelos nazistas em 1938. Após sua libertação do DAI, permaneceu em Roma até sua morte em 1954. Foi sepultado no Cemitério Teutônico.
Foi o autor de uma série de obras influentes sobre arqueologia clássica; entre seus esforços mais bem escritos estão: Antike Kunst (Arte Antiga), Das Antike Rom (Roma Antiga) e Die Wandmalerei Pompejis (As Pinturas de Parede de Pompéia).

## Fonte
- Dictionary of Art Historians, biography